# Alex Albon
Alexander Albon Ansusinha (en tailandés, อเล็กซานเดอร์ อัลบอน อังศุสิงห์; Londres, Inglaterra, 23 de marzo de 1996), más conocido como Alex Albon, es un piloto de automovilismo tailandés nacido en el Reino Unido. Fue campeón de la Copa Mundial de Karting en 2010, subcampeón de la GP3 Series en 2016 y tercero en el Campeonato de Fórmula 2 de la FIA en 2018. Debutó en Fórmula 1 en 2019 con Toro Rosso y en mitad de temporada pasó a Red Bull, donde compitió a tiempo completo en 2020 y obtuvo dos podios. En 2022 volvió a la máxima categoría con Williams.
En 2021 participó en el DTM con AphaTauri AF Corse, finalizando sexto con una victoria y cuatro podios.

## Trayectoria

### Inicios
Su carrera deportiva comenzó a los 8 años, en karts. Desde entonces y hasta 2011, fue protagonista en diferentes campeonatos nacionales e internacionales, logrando, entre otras cosas, una segunda posición en el Campeonato Mundial KF1 de CIK-FIA.

### Fórmula Renault
En 2012 ingresó al Red Bull Junior Team, e ingresó a los campeonatos Eurocopa y Alpes de Fórmula Renault con la escudería EPIC. En el primero no sumó puntos y en el segundo terminó 17°. Dejó la academia de Red Bull a fin de esa temporada, y continuó en Fórmula Renault con KTR por dos temporadas más. Finalizó tercero en la edición 2013 de la Eurocopa, escolta de Nyck de Vries y Dennis Olsen.

### Fórmula 3 Europea
En 2015 pasó al Campeonato Europeo de Fórmula 3 de la FIA con Signature, con Dorian Boccolacci. Subió al podio en cinco oportunidades y clasificó 7° en el campeonato. Ese año también participó con el mismo equipo en el Gran Premio de Macao, terminando dentro de los mejores 15.

### GP3 Series
Fue subcampeón de la temporada 2016 de GP3 Series, detrás del monegasco Charles Leclerc, su compañero en ART. En total, logró cuatro victorias en siete podios y 177 puntos.

### Fórmula 2

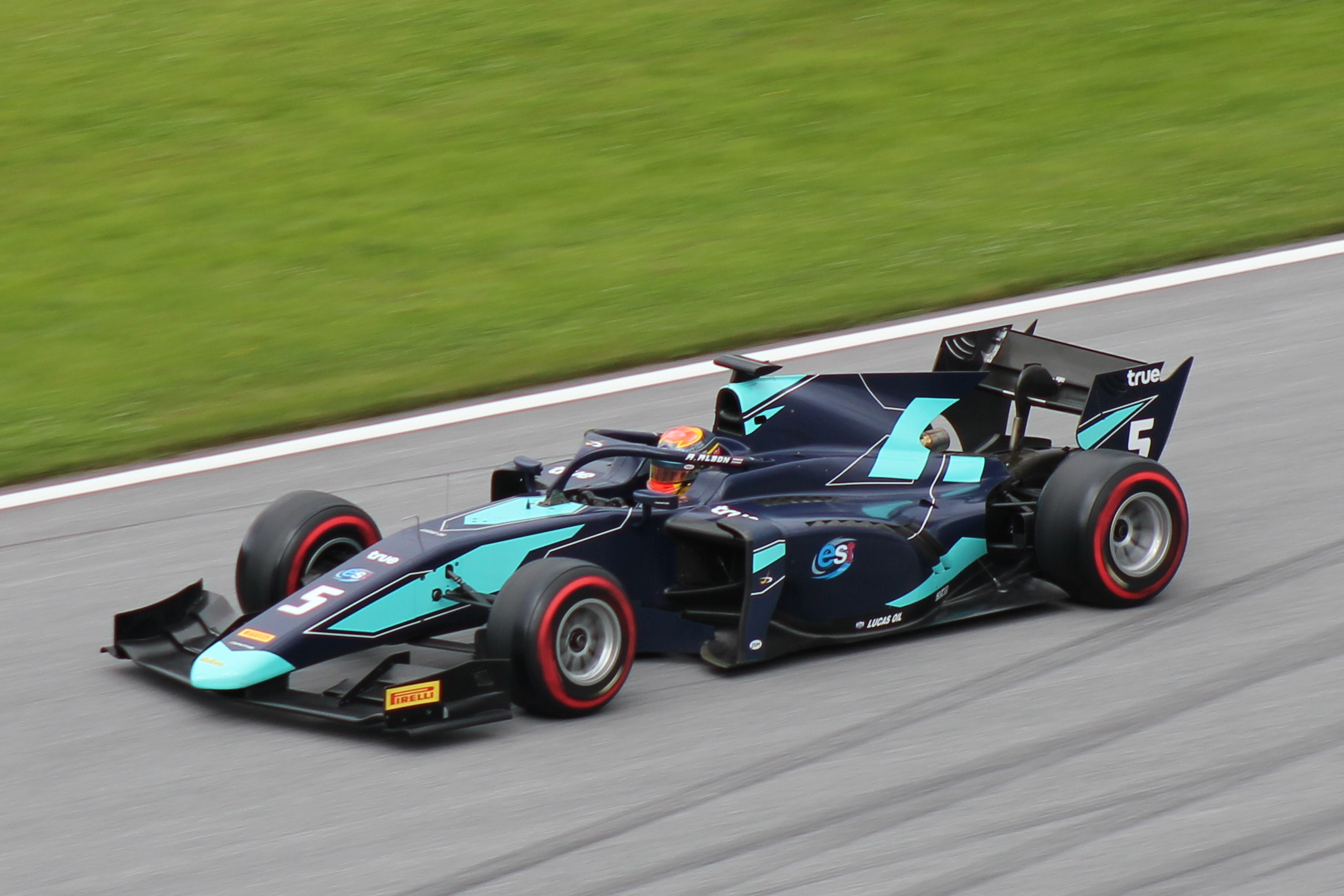
Alexander Albon en el Campeonato de Fórmula 2 de la FIA 2018.

Debutó en Fórmula 2 en 2017, continuando en el equipo ART. Fue compañero de Nobuharu Matsushita, entonces asociado con McLaren. Logró puntos las primeras seis carreras, pero no disputó las dos siguientes por problemas de salud. Volvió en Red Bull Ring con un podio en la carrera dos. Puntuó nuevamente en Hungría e Italia, y en Abu Dabi marcó la vuelta rápida de la carrera larga y escoltó a Leclerc en el podio de la corta.
Pasó a DAMS para la temporada siguiente. Ganó en Azerbaiyán desde la pole, y repitió victoria en Inglaterra, Hungría y Rusia, además de otros cuatro podios. Llegó a la última fecha como el único con opciones de quitarle el título a George Russell, pero solo sumó un punto en las dos carreras, y perdió el segundo puesto por parte de Lando Norris.

### Fórmula E
En septiembre de 2018, se anunció que el tailandés correría con Nissan e.dams en el campeonato de Fórmula E, pero pronto aparecieron rumores de que sería piloto de F1 con Toro Rosso. El contrato finalmente fue cancelado el 26 de noviembre.

### Fórmula 1

#### Toro Rosso (2019)

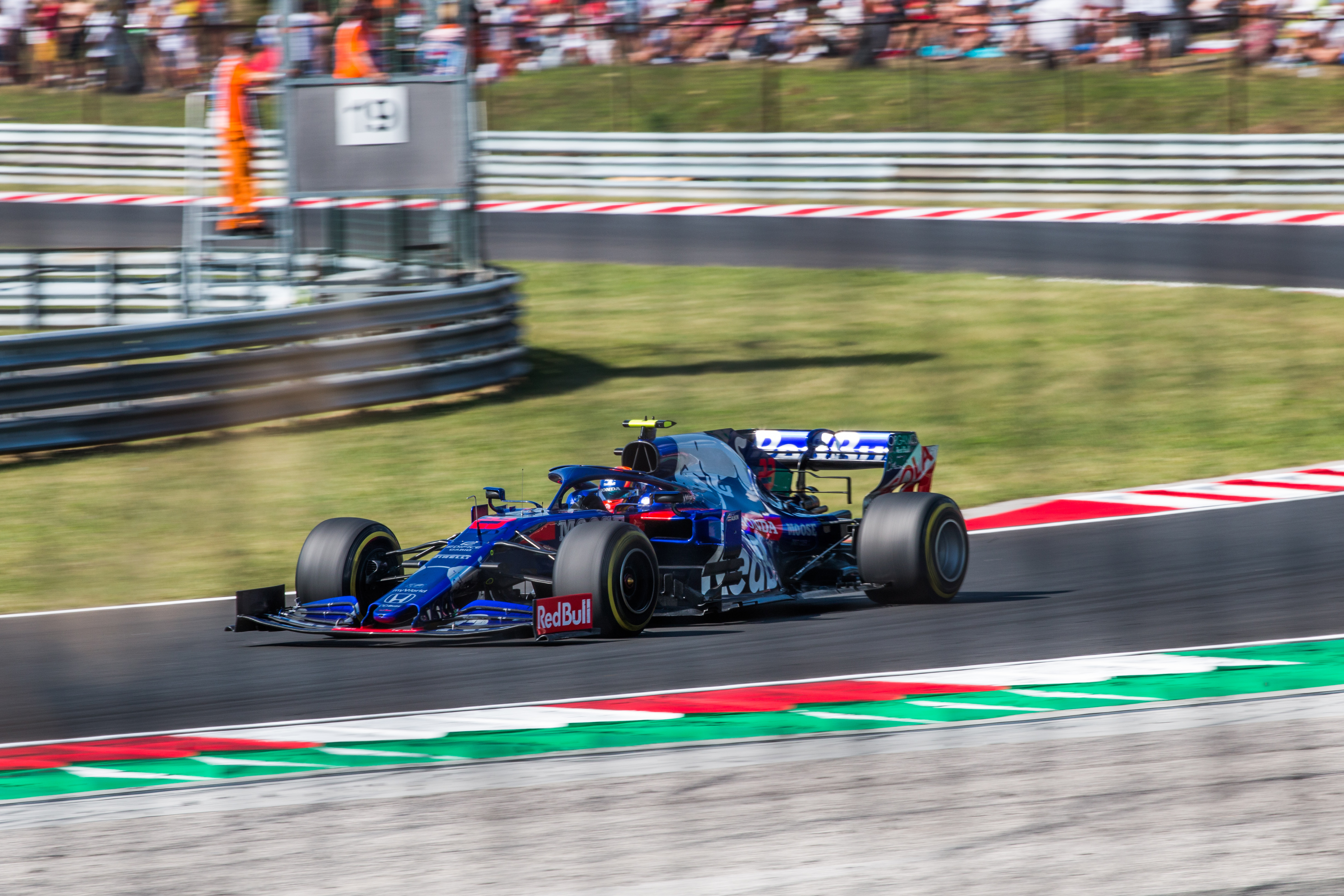
Alexander Albon en el Gran Premio de Hungría de 2019. Su última carrera con Toro Rosso.

Inmediatamente el anuncio de la ruptura de su contrato con Nissan, Scuderia Toro Rosso de Fórmula 1 oficializó la participación de Albon en la temporada 2019, como compañero de Daniil Kvyat. Es el segundo piloto de Tailandia en competir en la categoría, luego del Príncipe Bira, quien corrió en los 50. Con un noveno puesto en Bareín, su segundo Gran Premio, alcanzó sus primeros puntos en este campeonato. En la siguiente carrera, en China, Albon largó desde boxes tras sufrir un accidente en entrenamientos, pero logró remontar 10 posiciones e ingresar nuevamente en zona de puntos en la décima posición. Tras esa remontada se llevó el premio al piloto del día por parte de los aficionados . Volvió a sumar para el campeonato con un octavo puesto en las calles de Mónaco y, más adelante, en Alemania (sexto) y Hungría (décimo).

#### Red Bull (2019-2020)
A mediados de agosto de 2019, Red Bull Racing confirmó su fichaje. Fue ascendido para ocupar lugar de Pierre Gasly, mientras que este ocupó su lugar en Toro Rosso. Como mejor resultado obtuvo el 4.º puesto en el GP de Japón. En el GP de Brasil rodaba en posiciones de podio cuando Lewis Hamilton le embistió, dejándolo fuera de los puntos. El británico fue sancionado. Durante la celebración de este misma carrera fue anunciado como piloto de Red Bull Racing para 2020.
Habiendo competido en nueve de las 21 carreras con Red Bull, quedó un puesto por detrás de Gasly con tres puntos de diferencia.

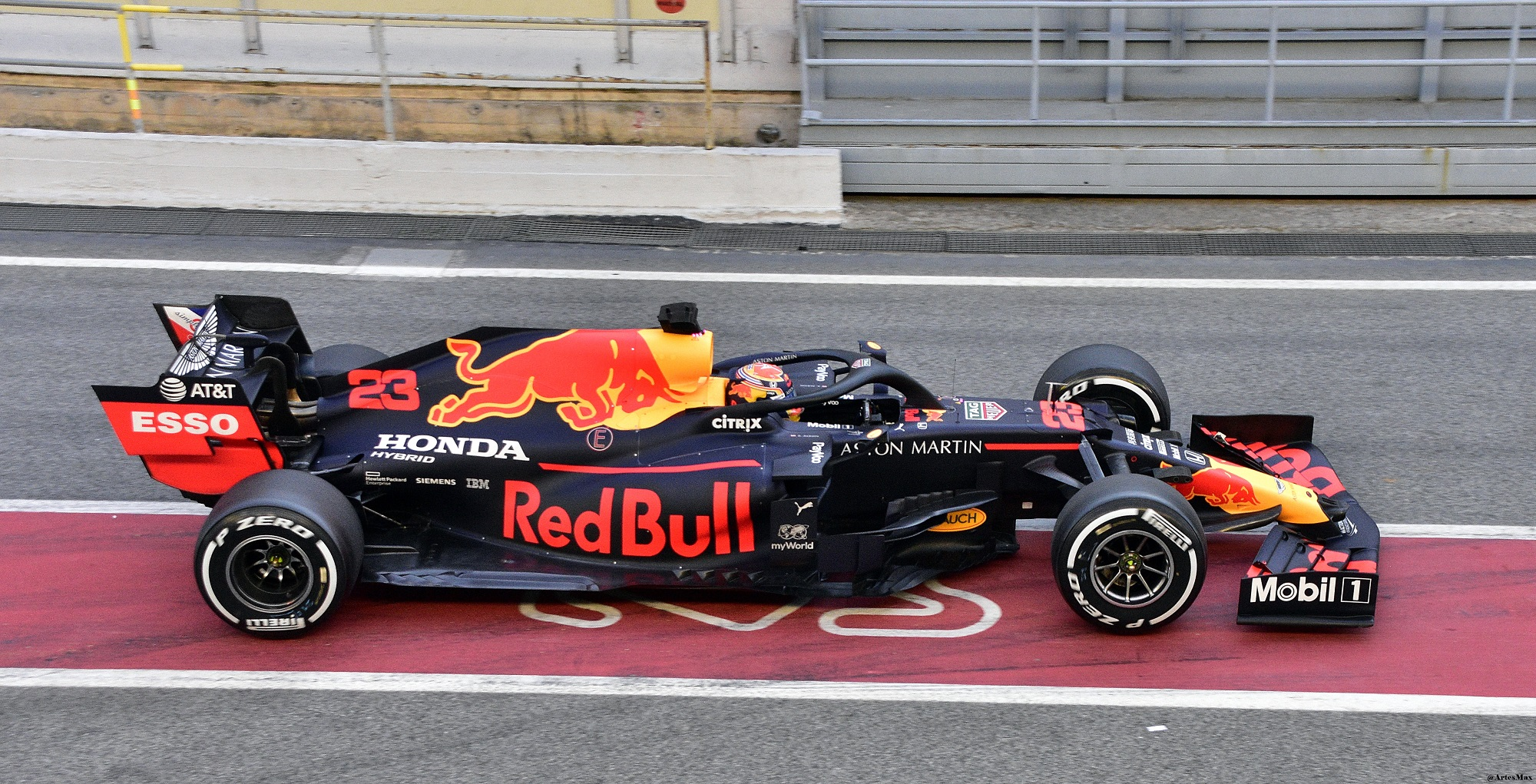
Alexander Albon con el Red Bull en los test de pretemporada en el circuito de Barcelona-Cataluña en 2020

En 2020 compitió junto a Max Verstappen en Red Bull. Tras varios resultados que no dieron el ancho para la escudería austriaca, el 18 de diciembre se anunció que el piloto mexicano Sergio Pérez ocuparía su lugar en 2021, pasando Albon a ser piloto reserva del equipo.

#### Williams (2022-)
Luego de estar un año en el DTM, 
firmó contrato con Williams Racing para disputar la temporada 2022 y regresar a la F1. Pese a ya no estar conduciendo un coche competitivo, Alex se sintió cómodo y con capacidad para pilotar el FW44 y llevarlo al límite. Sus resultados a lo largo de la temporada lo dejaban regularmente en la entrada de puntos, finalizando en 12° o 13° posición. En la tercera ronda, en el Gran Premio de Australia, luego de partir desde la última posición, logró llevar su monoplaza al décimo puesto y sumar los primeros puntos para Williams. En Miami logró un notable noveno puesto luego de salir decimoctavo en la clasificación. Posteriormente, en el Gran Premio de Bélgica, tras haber ingresado a la Q3, finalizó en el décimo puesto. En la siguiente carrera, en Monza, Alex sufrió un ataque de apendicitis el sábado que lo imposibilitó de participar el resto del fin de semana, fue reemplazado por el neerlandés Nyck de Vries.
Albon fue confirmado para la temporada 2023, con un contrato plurianual efectuado en agosto de 2022. En la carrera inicial, en Baréin, sumó sus primeros puntos al finalizar décimo.

### Deutsche Tourenwagen Masters

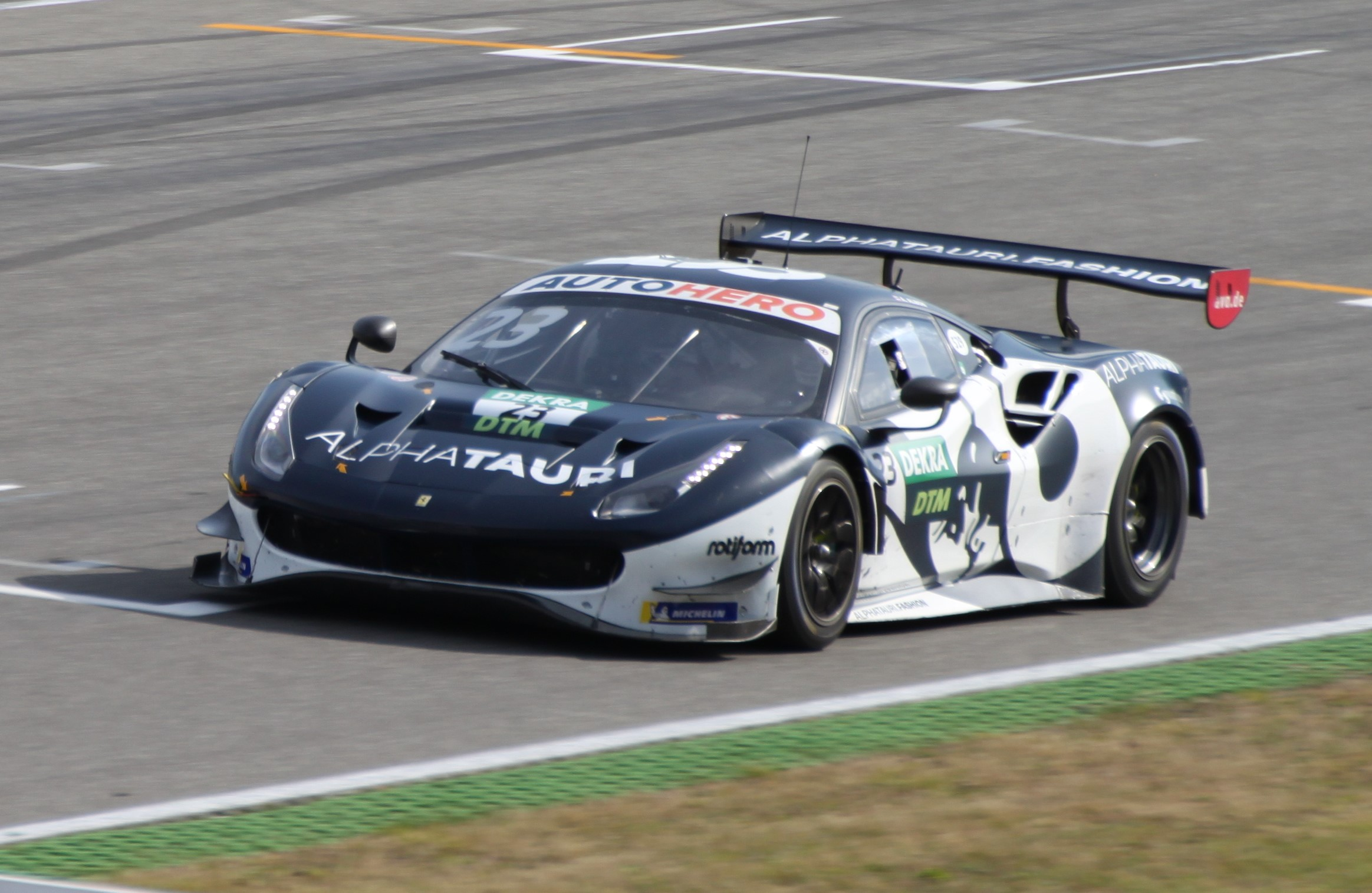
Ferrari 488 GT3 de Albon en Hockenheimring.

Tras quedarse sin asiento en la Fórmula 1, Albon corrió en el DTM en 2021 con apoyo de Red Bull Racing. Subió al podio en su carrera debut y en la quinta carrera, con un tercer lugar en ambas. En Nürburgring, logró su primer triunfo en la competición en la carrera 2 de la ronda. Logró su cuarto y último podio en la primera carrera en Hockenheimring, y fue sustituido por Nick Cassidy en la última ronda. Se ubicó en la sexta posición en el Campeonato de Pilotos con un total de 130 puntos.

## Resumen de carrera
| Temporada | Categoría                                 | Equipo                       | Carreras     | Victorias    | Poles        | VR           | Podios       | Puntos       | Pos.         |
| --------- | ----------------------------------------- | ---------------------------- | ------------ | ------------ | ------------ | ------------ | ------------ | ------------ | ------------ |
| 2012      | Eurocopa de Fórmula Renault 2.0           | EPIC Racing                  | 13           | 0            | 0            | 0            | 0            | 0            | 38.º         |
| 2012      | Fórmula Renault 2.0 Alpes                 | EPIC Racing                  | 13           | 0            | 0            | 0            | 0            | 26           | 17.º         |
| 2013      | Eurocopa de Fórmula Renault 2.0           | KTR                          | 14           | 0            | 1            | 1            | 0            | 22           | 16.º         |
| 2013      | Fórmula Renault 2.0 NEC                   | KTR                          | 6            | 0            | 0            | 1            | 1            | 61           | 22.º         |
| 2014      | Eurocopa de Fórmula Renault 2.0           | KTR                          | 14           | 0            | 1            | 0            | 3            | 117          | 3.º          |
| 2014      | Fórmula Renault 2.0 NEC                   | KTR                          | 6            | 1            | 0            | 1            | 2            | 80           | 17.º         |
| 2015      | Campeonato Europeo de Fórmula 3 de la FIA | Signature                    | 33           | 0            | 2            | 1            | 5            | 187          | 7.º          |
| 2015      | Gran Premio de Macao                      | Signature                    | 1            | 0            | 0            | 0            | 0            | N/A          | 13.º         |
| 2016      | GP3 Series                                | ART Grand Prix               | 18           | 4            | 3            | 3            | 7            | 177          | 2.º          |
| 2016      | Fórmula 3 Masters                         | Hitech GP                    | 1            | 0            | 0            | 0            | 0            | N/A          | 5.º          |
| 2017      | Campeonato de Fórmula 2 de la FIA         | ART Grand Prix               | 20           | 0            | 0            | 1            | 2            | 86           | 10.º         |
| 2018      | Campeonato de Fórmula 2 de la FIA         | DAMS                         | 24           | 4            | 3            | 0            | 8            | 212          | 3.º          |
| 2019      | Fórmula 1                                 | Red Bull Toro Rosso Honda    | 12           | 0            | 0            | 0            | 0            | 84           | 8.º          |
| 2019      | Fórmula 1                                 | Aston Martin Red Bull Racing | 9            | 0            | 0            | 0            | 0            | 84           | 8.º          |
| 2020      | Fórmula 1                                 | Aston Martin Red Bull Racing | 17           | 0            | 0            | 0            | 2            | 105          | 7.º          |
| 2021      | Deutsche Tourenwagen Masters              | AlphaTauri AF Corse          | 14           | 1            | 1            | 3            | 4            | 130          | 6.º          |
| 2022      | Fórmula 1                                 | Williams Racing              | 21           | 0            | 0            | 0            | 0            | 4            | 19.º         |
| 2023      | Fórmula 1                                 | Williams Racing              | 22           | 0            | 0            | 0            | 0            | 27           | 13.º         |
| 2024      | Fórmula 1                                 | Williams Racing              | 23           | 0            | 0            | 0            | 0            | 12           | 16.º         |
| 2025      | Fórmula 1                                 | Atlassian Williams Racing    | Disputándose | Disputándose | Disputándose | Disputándose | Disputándose | Disputándose | Disputándose |
| Fuente:   |                                           |                              |              |              |              |              |              |              |              |

## Vida personal
Alexander nació en Londres, Inglaterra, pero utiliza la nacionalidad tailandesa en el deporte por parte materna. Su padre, Nigel Albon, es británico y también fue piloto de motor. Su madre, Kankamol Albon Ansusinha, es de nacionalidad tailandesa. En octubre de 2012, fue condenada a seis años de prisión debido a una estafa de 10 millones de libras tras una investigación por defraudación y estafa que comenzó en el año 2008.
Albon cita al expiloto Michael Schumacher y al piloto de motociclismo Valentino Rossi como sus principales influencias. Actualmente reside en Mónaco y en Milton Keynes.
Actualmente se encuentra en una relación con la golfista profesional china del LPGA Tour Muni He.

## Resultados

### Campeonato Europeo de Fórmula 3 de la FIA
(Clave) (negrita indica pole position) (cursiva indica vuelta rápida)

| Año     | Escudería | 1       | 2       | 3       | 4        | 5       | 6       | 7       | 8       | 9        | 10       | 11       | 12       | 13      | 14       | 15      | 16      | 17    | 18    | 19      | 20      | 21      | 22      | 23      | 24      | 25      | 26       | 27        | 28       | 29       | 30       | 31       | 32        | 33      | Pos. | Puntos |
| ------- | --------- | ------- | ------- | ------- | -------- | ------- | ------- | ------- | ------- | -------- | -------- | -------- | -------- | ------- | -------- | ------- | ------- | ----- | ----- | ------- | ------- | ------- | ------- | ------- | ------- | ------- | -------- | --------- | -------- | -------- | -------- | -------- | --------- | ------- | ---- | ------ |
| 2015    | Signature | SIL 1 4 | SIL 2 6 | SIL 3 6 | HOC 1 13 | HOC 2 8 | HOC 3 9 | PAU 1 5 | PAU 2 7 | PAU 3 NC | MNZ 1 21 | MNZ 2 WD | MNZ 3 WD | SPA 1 3 | SPA 2 16 | SPA 3 9 | NOR 1 5 | NOR 2 | NOR 3 | ZAN 1 7 | ZAN 2 4 | ZAN 3 8 | RBR 1 7 | RBR 2 5 | RBR 3 8 | ALG 1 2 | ALG 2 12 | ALG 3 Ret | NÜR 1 12 | NÜR 2 14 | NÜR 3 11 | HOC 1 11 | HOC 2 Ret | HOC 3 2 | 7.º  | 187    |
| Fuente: |           |         |         |         |          |         |         |         |         |          |          |          |          |         |          |         |         |       |       |         |         |         |         |         |         |         |          |           |          |          |          |          |           |         |      |        |

### GP3 Series
(Clave) (negrita indica pole position) (cursiva indica vuelta rápida puntuable)

| Año  | Escudería      | 1   | 1   | 2   | 2   | 3   | 3   | 4   | 4   | 5   | 5   | 6   | 6   | 7   | 7   | 8   | 8   | 9   | 9   | Pos. | Puntos | Ref.  |
| ---- | -------------- | --- | --- | --- | --- | --- | --- | --- | --- | --- | --- | --- | --- | --- | --- | --- | --- | --- | --- | ---- | ------ | ----- |
| 2016 | ART Grand Prix | BAR | BAR | SPI | SPI | SIL | SIL | BUD | BUD | HOC | HOC | SPA | SPA | MNZ | MNZ | KUA | KUA | YMC | YMC | 2.º  | 177    | [ 4 ] |
| 2016 | ART Grand Prix | 6   | 1   | 2   | 2   | 1   | 14  | 7   | 1   | 4   | Ret | 9   | 10  | 6   | 2   | 1   | 8   | Ret | Ret | 2.º  | 177    | [ 4 ] |

### Campeonato de Fórmula 2 de la FIA
(Clave) (negrita indica pole position) (cursiva indica vuelta rápida puntuable)

| Año  | Escudería      | 1   | 1   | 2   | 2   | 3   | 3   | 4   | 4   | 5   | 5   | 6   | 6   | 7   | 7   | 8   | 8   | 9   | 9   | 10  | 10  | 11  | 11  | 12  | 12  | Pos. | Puntos | Ref.   |
| ---- | -------------- | --- | --- | --- | --- | --- | --- | --- | --- | --- | --- | --- | --- | --- | --- | --- | --- | --- | --- | --- | --- | --- | --- | --- | --- | ---- | ------ | ------ |
| 2017 | ART Grand Prix | SAK | SAK | BAR | BAR | MON | MON | BAK | BAK | SPI | SPI | SIL | SIL | BUD | BUD | SPA | SPA | MNZ | MNZ | JER | JER | YMC | YMC |     |     | 10.º | 86     | [ 27 ] |
| 2017 | ART Grand Prix | 6   | 7   | 5   | 8   | 4   | 6   |     |     | 5   | 2   | 18  | 10  | 8   | 7   | 12  | 18  | 14  | 8   | 12  | 9   | 7   | 2   |     |     | 10.º | 86     | [ 27 ] |
| 2018 | DAMS           | SAK | SAK | BAK | BAK | BAR | BAR | MON | MON | LEC | LEC | SPI | SPI | SIL | SIL | BUD | BUD | SPA | SPA | MNZ | MNZ | SOC | SOC | YMC | YMC | 3.º  | 212    | [ 28 ] |
| 2018 | DAMS           | 4   | 13  | 1   | 13  | 5   | 2   | Ret | Ret | Ret | 7   | 5   | 5   | 1   | 7   | 5   | 1   | 5   | 3   | 3   | Ret | 1   | 3   | 14  | 8   | 3.º  | 212    | [ 28 ] |

### Fórmula 1
(Clave) (negrita indica pole position) (cursiva indica vuelta rápida)

| Año     | Escudería                    | 1       | 2       | 3       | 4       | 5      | 6      | 7       | 8      | 9       | 10      | 11      | 12     | 13     | 14     | 15     | 16      | 17      | 18      | 19     | 20      | 21      | 22      | 23     | 24     | Pos. | Puntos |
| ------- | ---------------------------- | ------- | ------- | ------- | ------- | ------ | ------ | ------- | ------ | ------- | ------- | ------- | ------ | ------ | ------ | ------ | ------- | ------- | ------- | ------ | ------- | ------- | ------- | ------ | ------ | ---- | ------ |
| 2019    | Red Bull Toro Rosso Honda    | AUS 14  | BHR 9   | CHN 10  | AZE 11  | ESP 11 | MON 8  | CAN Ret | FRA 15 | AUT 15  | GBR 12  | GER 6   | HUN 10 |        |        |        |         |         |         |        |         |         |         |        |        | 8.º  | 92     |
| 2019    | Aston Martin Red Bull Racing |         |         |         |         |        |        |         |        |         |         |         |        | BEL 5  | ITA 6  | SIN 6  | RUS 5   | JPN 4   | MEX 5   | USA 5  | BRA 14  | ABU 6   |         |        |        | 8.º  | 92     |
| 2020    | Aston Martin Red Bull Racing | AUT 13† | EST 4   | HUN 5   | GBR 8   | 70A 5  | ESP 8  | BEL 6   | ITA 15 | TOS 3   | RUS 10  | EIF Ret | POR 11 | EMI 15 | TUR 7  | BHR 3  | SAK 6   | ABU 4   |         |        |         |         |         |        |        | 7.º  | 105    |
| 2022    | Williams Racing              | BHR 13  | ARA 14† | AUS 10  | EMI 11  | MIA 9  | ESP 18 | MON Ret | AZE 12 | CAN 13  | GBR Ret | AUT 12  | FRA 13 | HUN 17 | BEL 10 | NED 12 | ITA WD  | SIN Ret | JPN Ret | USA 13 | MEX 12  | SÃO 15  | ABU 13  |        |        | 19.º | 4      |
| 2023    | Williams Racing              | BHR 10  | ARA Ret | AUS Ret | AZE 12  | MIA 14 | MON 14 | ESP 16  | CAN 7  | AUT 11  | GBR 8   | HUN 11  | BEL 14 | NED 8  | ITA 7  | SIN 11 | JPN Ret | QAT 137 | USA 9   | MEX 9  | SÃO Ret | LVG 12  | ABU 14  |        |        | 13.º | 27     |
| 2024    | Williams Racing              | BHR 15  | ARA 11  | AUS 11  | JPN Ret | CHN 12 | MIA 19 | EMI Ret | MON 9  | CAN Ret | ESP 18  | AUT 15  | GBR 9  | HUN 14 | BEL 12 | NED 14 | ITA 9   | AZE 7   | SIN Ret | USA 16 | MEX Ret | SÃO DNS | LVG Ret | QAT 15 | ABU 11 | 16.º | 12     |
| 2025*   | Atlassian Williams Racing    | AUS 5   | CHN 7   | JPN 9   | BHR 12  | ARA 9  | MIA 5  | EMI 5   | MON 9  | ESP Ret | CAN Ret | AUT Ret | GBR 8  | BEL 6  | HUN 15 | NED    | ITA     | AZE     | SIN     | USA    | MEX     | SÃO     | LVG     | QAT    | ABU    | 8.º  | 54     |
| Fuente: |                              |         |         |         |         |        |        |         |        |         |         |         |        |        |        |        |         |         |         |        |         |         |         |        |        |      |        |

- * Temporada en progreso.

### Deutsche Tourenwagen Masters
(Clave) (negrita indica pole position) (cursiva indica vuelta rápida)

| Año     | Equipo              | Automóvil       | 1       | 2       | 3       | 4        | 5       | 6       | 7         | 8       | 9       | 10       | 11        | 12      | 13      | 14      | 15    | 16    | Pos. | Puntos |
| ------- | ------------------- | --------------- | ------- | ------- | ------- | -------- | ------- | ------- | --------- | ------- | ------- | -------- | --------- | ------- | ------- | ------- | ----- | ----- | ---- | ------ |
| 2021    | AlphaTauri AF Corse | Ferrari 488 GT3 | MNZ 1 3 | MNZ 2 7 | LAU 1 5 | LAU 2 11 | ZOL 1 3 | ZOL 2 6 | NÜR 1 Ret | NÜR 2 1 | RBR 1 4 | RBR 2 17 | ASS 1 Ret | ASS 2 5 | HOC 1 2 | HOC 2 6 | NOR 1 | NOR 2 | 6.º  | 130    |
| Fuente: |                     |                 |         |         |         |          |         |         |           |         |         |          |           |         |         |         |       |       |      |        |